# Saison cyclonique 2019 dans l'océan Atlantique nord
La saison cyclonique 2019 dans l'océan Atlantique nord est la saison des ouragans atlantiques qui officiellement se déroule selon l'Organisation météorologique mondiale du 1er juin au 30 novembre 2019 (les dates réelles varient d'année en année). C'est la troisième année que le National Hurricane Center américain émit des avis et avertissements pour des « cyclones tropicaux potentiels », des perturbations qui n'ont pas encore atteint au moins le stade de dépressions tropicales mais qui avaient une probabilité élevée de le devenir et qui pouvaient causer des effets importants aux terres dans les 48 heures suivantes. Les avis pour ces tempêtes potentielles ont le même contenu que les avis normaux mais incluent la probabilité de développement.
Le premier cyclone, la tempête subtropicale Andrea, s'est formé le 20 mai mais ce n'est qu'à la fin août que l'activité a vraiment prit son envol.  La majorité des systèmes se sont développés en septembre avec des cyclones plus faibles et de courte durée par la suite. La saison s'est terminée avec la tempête tropicale Sebastien le 25 novembre et fut plus active que la moyenne avec 20 systèmes, mais seulement 18 d'intensité de tempête tropicale ou plus, ainsi qu'une énergie cumulative des cyclones tropicaux (ACE) de 130.
Elle fut particulièrement marquée par l'ouragan Dorian, de catégorie 5, dont les vents approchant les 300 km/h en ont fait le deuxième ouragan le plus puissant de l'histoire de l'océan Atlantique après Allen en 1980. Il a dévasté les îles Grand Bahama et Abacos, en plus de produire d'importants dégâts dans les provinces de l'Atlantique du Canada. On compte également Humberto qui fut le second ouragan majeur de la saison et Lorenzo, le second ouragan de catégorie 5. Ce dernier est entré dans les annales du fait de sa situation très à l'est au moment de son pic d'intensité.
Les cyclones ont fait plus de 92 morts, possiblement bien plus car le nombre de disparus avec l'ouragan Dorian était encore de quelques centaines à la fin de la saison, et plus de 12 milliards de $US en dégâts selon l'estimation des associations d'assureurs.

## Prévisions
Avant et pendant la saison, plusieurs services météorologiques nationaux et agences scientifiques prévoient combien de tempêtes tropicales, d'ouragans et d'ouragans majeurs (Catégorie 3 ou plus sur l'échelle de Saffir-Simpson) se formeront pendant une saison. Ces organismes comprennent le Consortium sur les risques de tempête tropicale (TSR) du University College London, le National Weather Service de la National Oceanic and Atmospheric Administration (NOAA) américaine et l'Université d'État du Colorado (CSU). Les prévisions comprennent des changements hebdomadaires et mensuels des facteurs importants qui influencent ce nombre.
Certaines de ces prévisions prennent également en compte ce qui s'est passé au cours des saisons précédentes et l'état du cycle de l'ENSO comme la présence d'un événement La Niña ou El Niño. En moyenne, une saison des ouragans de l'Atlantique entre 1981 et 2010 a comporté douze tempêtes tropicales, six ouragans et trois ouragans majeurs, avec un indice d'énergie cyclonique accumulée (ACE) compris entre 66 et 103 unités.

### Premières prévisions
La première prévision fut émise le 11 décembre 2018 par TSR. Elle prévoyait une saison légèrement sous la normale pour 2019 avec seulement 12 tempêtes nommées, dont 5 ouragans avec 2 étant majeurs parce qu'un événement El Niño était anticipé.
| Source                                                  | Date                             | Tempêtes nommées | Ouragans         | Ouragans majeurs         | Réf.          |
| ------------------------------------------------------- | -------------------------------- | ---------------- | ---------------- | ------------------------ | ------------- |
| TSR                                                     | 11 déc., 5 av. et 4 juil. 6 août | 12 13            | 5 6              | 2 2                      | ,             |
| CSU                                                     | 4 avril 4 juin et 9 juil. 5 août | 13 14            | 5 6 7            | 2                        | ,             |
| NCSU                                                    | 16 avril                         | 13 à 16          | 5 à 7            | 2 à 3                    | [ 13 ]        |
| Met Office                                              | 21 mai                           | 13               | 7                | 3                        | [ 14 ]        |
| NOAA (NWS)                                              | 23 mai 8 août                    | 9 à 15 10 à 17   | 4 à 8 5 à 9      | 2 à 4                    | [ 15 ] [ 16 ] |
| CEPMMT/ Météo-France                                    | Fin mai                          | 9,5              | 4,3              | -                        | [ 17 ]        |
| ––––––––––––––––––––––––––––––––––––––––––––––––––––––– |                                  |                  |                  |                          |               |
|                                                         |                                  | Tempête nommées  | Ouragans         | Ouragan majeurs          | Réf.          |
| Moyenne (1981–2010)                                     | Moyenne (1981–2010)              | 12,1             | 6,4              | 2,7                      | ,             |
| Moyenne (1991–2020)                                     | Moyenne (1991–2020)              | 14,4             | 7,2              | 3,2                      | [ 20 ]        |
| Record d'activité maximum                               | Record d'activité maximum        | 30 (saison 2020) | 15 (saison 2005) | 7 (saisons 2005 et 2020) | [ 4 ]         |
| Record de plus faible activité                          | Record de plus faible activité   | 4 (saison 1983)  | 2 (saison 1982)  | 0 (saison 1994)          | [ 4 ]         |

Le 4 avril 2019, Le CSU a publié sa première prévision d'une année moyenne avec 13 tempêtes nommées, 5 ouragans dont 2 majeurs. Le lendemain, TSR reconfirma ses prévisions de décembre.
Le 16 avril, l'université d'État de Caroline du Nord (NCSU) a prévu une activité légèrement supérieure à la moyenne avec de 13 à 16 tempêtes nommées et de 5 à 7 ouragans dont 2 à 3 majeurs.

### Juste avant le début de la saison
Le Met Office britannique a publié ses prévisions le 21 mai, prévoyant 13 tempêtes nommées (excluant Andrea) avec 7 ouragans, dont 3 ouragans majeurs, et une énergie cyclonique accumulée de 109 unités. Le 23 mai, le National Weather Service de la NOAA a publié sa première prévision, appelant à une saison presque normale avec de 9 à 15 systèmes nommés, de 4 à 8 ouragans dont de 2 à 4 ouragans majeurs. 
Ces perspectives reflétaient des facteurs climatiques en compétition. D'une part, le phénomène El Nino, présent au moment des prévisions, était prévu de persister ce qui inhibe l'intensité de la saison des ouragans. D'autre part, une température de surface de la mer plus chaude que la moyenne prévue dans l'océan Atlantique tropical et la mer des Caraïbes, ainsi qu'une mousson renforcée en Afrique de l'Ouest, favorisaient une activité accrue des ouragans.
À la fin mai, le Centre européen pour les prévisions météorologiques à moyen terme (CEPMMT) a publié sa prévision pour la saison des ouragans. L’ensemble des phénomènes de grande échelle à ce moment était en faveur d'une activité proche ou légèrement sous la normale. Ainsi, il y a avait un épisode El Niño prévu de faible à modéré ce qui est défavorable au développement cyclonique, une oscillation atlantique multidécennale globalement négative depuis novembre 2014 qui va dans le même sens et une oscillation nord-atlantique donnant des températures superficielles océaniques favorables à une activité normale. Le CEPMMT prévoyait donc 9,5 systèmes nommés, dont 4,3 ouragans, et une énergie cumulée de 55 unités. Une mise à jour le 6 juin par Météo-France, ajustait l'indice d'énergie accumulée à 89 ±32.

### Ajustements en cours de saison
Le 4 juin, le CSU a légèrement augmenté ses chiffres à 14 systèmes nommés avec 6 ouragans dont 2 majeurs, en tenant compte de la tempête subtropicale Andrea. Le 4 juillet, le TSR a publié sa première mise à jour après le début de la saison et conservait les mêmes valeurs. Le 9 juillet, le CSU a mis à jour ses prévisions, gardant les mêmes chiffres que précédemment.
Le 5 août, la CSU a publié ses troisièmes perspectives à mi-saison, tout en conservant les mêmes chiffres que ses prévisions précédentes, à l'exception de la légère augmentation du nombre d'ouragans. Le 6 août, le TSR a publié ses perspectives finales avec pour seul changement d'augmenter le nombre de tempêtes nommées de 12 à 13 dont un ouragan supplémentaire. Le 8 août, la NOAA a publié sa deuxième prédiction consistant à augmenter le nombre de tempêtes nommées pour être de 10 à 17 tempêtes nommées, dont 5 à 9 ouragans et 2 à 4 ouragans majeurs. Ces légères augmentations furent tirées de l'évaluation qu'aurait la fin de l'épisode El Niño dans le Pacifique sud-est, ce dernier ayant jusqu'en août servi d'inhibiteur à la formation de cyclones. La fin de la saison serait plus active selon ces trois prévisions.

## Nom des tempêtes
La liste des noms utilisée pour nommer les tempêtes et les ouragans pour 2019 sera la même que celle de la saison cyclonique 2013, sauf Ingrid remplacé par Imelda. Les noms utilisés en 2019 qui pourraient faire l'objet d'un retrait à cause de leurs effets seront annoncés au  printemps 2020 lors de la réunion de l'Organisation météorologique mondiale.
| subT | Andrea  |
| C1   | Barry   |
| TT   | Chantal |
| C5   | Dorian  |

| TT | Erin      |
| TT | Fernand   |
| TT | Gabrielle |
| C3 | Humberto  |

| TT | Imelda  |
| C2 | Jerry   |
| TT | Karen   |
| C5 | Lorenzo |

| TT | Melissa |
| TT | Nestor  |
| TT | Olga    |
| C1 | Pablo   |

| subT | Rebekah   |
| TT   | Sebastien |
| N/D  | Tanya     |
| N/D  | Van       |

| N/D | Wendy |

| subT | Andrea  |
| C1   | Barry   |
| TT   | Chantal |
| C5   | Dorian  |

| TT | Erin      |
| TT | Fernand   |
| TT | Gabrielle |
| C3 | Humberto  |

| TT | Imelda  |
| C2 | Jerry   |
| TT | Karen   |
| C5 | Lorenzo |

| TT | Melissa |
| TT | Nestor  |
| TT | Olga    |
| C1 | Pablo   |

| subT | Rebekah   |
| TT   | Sebastien |
| N/D  | Tanya     |
| N/D  | Van       |

| N/D | Wendy |

## Résumé de la saison
Avec 20 systèmes, mais seulement 18 d'intensité de tempête tropicale ou plus, et une énergie cumulative des cyclones tropicaux (ACE) de 130, la saison 2019 a connu une activité bien au-dessus de la moyenne. Cependant, elle se situe dans la moyenne pour ce qui est des ouragans majeurs avec 3, dont deux de catégorie 5.
| Cyclone  | Directs   | Indirects | Dommages             |
| -------- | --------- | --------- | -------------------- |
| Barry    | 0         | 1         | >600 millions $US    |
| Dorian   | 74        | 9         | >8,28 milliards $US, |
| Fernand  | 1         | 0         | >213 millions $US    |
| Humberto | 0         | 1         | N/D                  |
| Imelda   | 5         | 0         | 2 milliards $US      |
| Lorenzo  | 11        | 8         | >362 millions $US    |
| Nestor   | 0         | 3         | 150 millions $US     |
| Olga     | 0         | 1         | 100 millions $US     |
| Total    | 92        | 23        | >12 milliards $US    |
| Total    | 115 décès |           | >12 milliards $US    |

### Début lent
Le 19 mai, une première carte de suivi des systèmes tropicaux dans l'Atlantique nord fut émise par le National Hurricane Center pour une zone orageuse ayant un faible potentiel de développement bien au large des Bahamas. Le 20 mai en fin de journée, la zone devint la tempête subtropicale Andrea mais elle ne persista que 24 heures avant de rencontrer des conditions défavorables.
Le 11 juillet l'ouragan Barry se forma dans le golfe du Mexique et toucha la Louisiane le 13 juillet. Il donna alors de fortes accumulations de pluie sur les États entre l'ouest de l'Alabama et le Mississippi, causant des inondations, avant de devenir post-tropical le 15 juillet en remontant vers le Midwest des États-Unis. Même à ce stade, il fut caractérisé par de fortes pluies. Les restes de Barry furent absorbés près de New York par une dépression frontale le 19 juillet. Le 22 juillet une faible dépression tropicale, désignée Trois, s'est formée près des Bahamas mais s'est dissipée 18 heures plus tard.
Après un mois d'inactivité, la tempête tropicale Chantal s'est formée bien au large de la côte Est des États-Unis tard le 21 août. Elle s'est ensuite dirigée vers l'est mais n'a pas rencontré de conditions favorable à son développement et est devenu post-tropicale 48 heures plus tard en plein milieu de l'océan avant de se dissiper. Le même jour, le 24 août, Dorian se formait à plus de 1 000 km à l'est des Petites Antilles. Le 26 août, pendant que Dorian approchait des Petites Antilles, la dépression tropicale Six se forma au large de la Floride.
Pendant que Dorian traversait l'arc antillais, la dépression Six devenait temporairement la tempête tropicale Erin avant d'être absorbée par un système frontal et de traverser les provinces Maritimes où ses restes donnèrent de fortes quantités de pluie. De son côté, Dorian devint un ouragan de catégorie 1 en passant sur les îles Vierges le 28 août, puis de catégorie 2 au sud-est des Bahamas et de catégorie 3 à l'est des îles du nord de ce pays le 30 août, soit le premier ouragan majeur de la saison.

### Septembre et le gros de l'activité

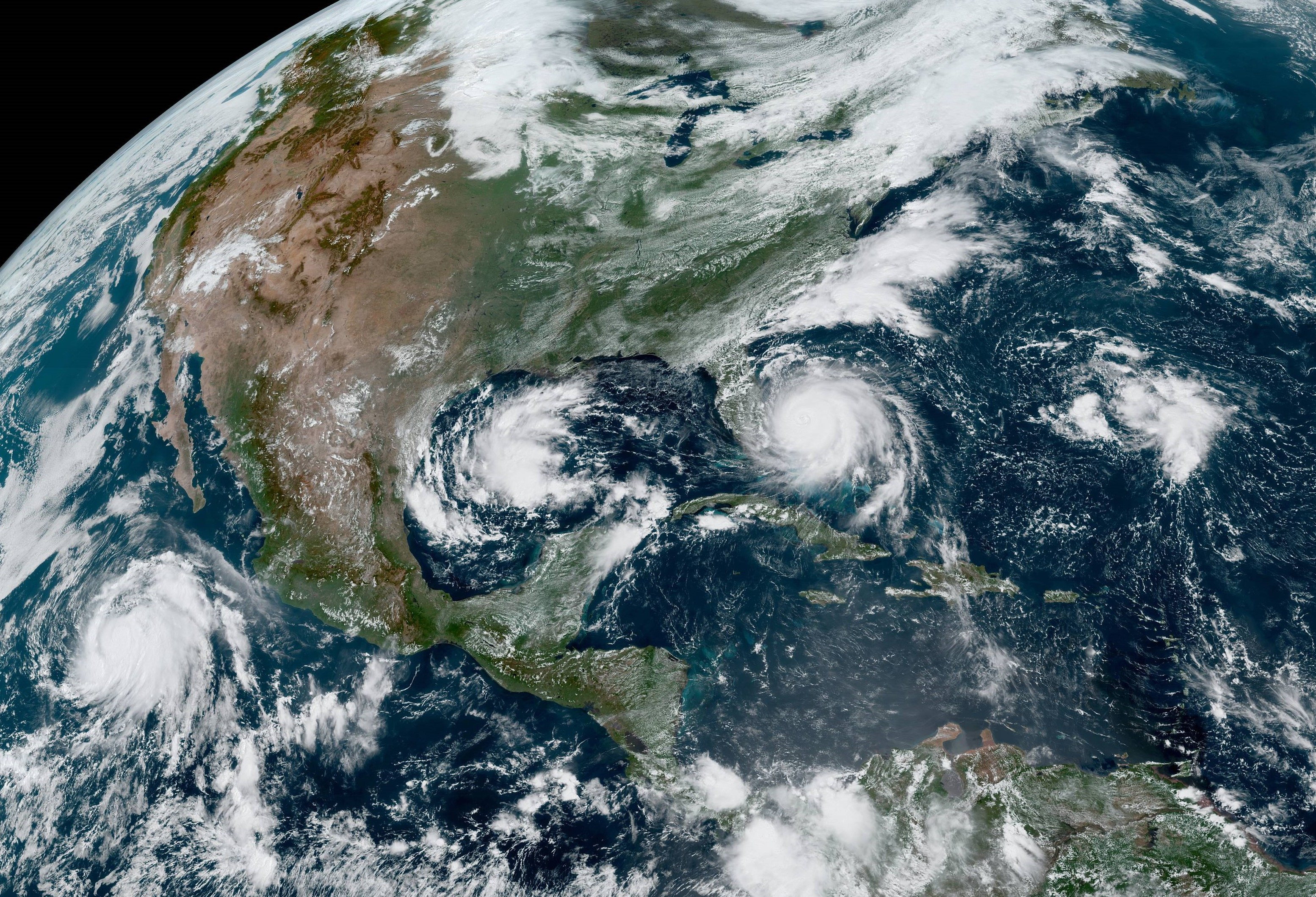
Visibles en même temps le 2 septembre : Dorian, Fernand, Gabrielle dans l'Atlantique et Juliette dans le Pacifique ouest.

Dorian atteignit la catégorie 4 le 31 août et frappa les îles Abacos à la catégorie 5 le 1er septembre. Il a alors dévasté durant deux jours les îles du nord des Bahamas puis est remonté lentement au large de la côte de la Floride vers les Carolines à une intensité variant de catégorie 2 à 3. Dorian a ensuite quitté les Outer Banksà la catégorie 1  et atteint la Nouvelle-Écosse le 7 septembre à la catégorie 2 avant de devenir extra-tropicale en touchant la côte. Il a ensuite traversé l'est du Canada avant de sortir au nord-est de Terre-Neuve et d'aller se fusionner avec une autre dépression au sud du Groenland le 10 septembre.
L'activité s'est accrue en septembre. En même temps que Dorian sévissait aux Bahamas, la tempête tropicale Fernand a donné de fortes pluies sur la côte mexicaine du golfe du Mexique du 3 au 5 septembre et la tempête tropicale Gabrielle s'est formée le 3 septembre dans l'Atlantique tropical. Cette dernière s'est déplacée selon un large arc de cercle, passant à l'ouest des Açores avant de devenir extra-tropicale le 10 septembre et de se dissiper sur le nord des îles Britanniques deux jours après.
Dès le 12 septembre, un nouveau système est repéré au large de Porto Rico. Il remonta vers les Bahamas et devint la tempête tropicale Humberto tard le 13 septembre (3 h UTC le 14 septembre). Après être passé au large de l'archipel le 15 septembre sans causer trop de dégâts, elle est devenue un ouragan le 16 septembre et a atteint son apex de catégorie 3 le 18 septembre en direction des Bermudes où il a causé des dégâts par la pluie et les vents en passant au nord de l'archipel. Poursuivant vers le nord puis le nord-est en faiblissant graduellement, Humberto est passé bien au sud de Terre-Neuve. Devenu un cyclone post-tropical, il traversa l'Atlantique et atteignit les îles Britanniques comme une faible dépression qui fut absorbée par une plus importante venant de plus au nord.
Parallèlement, deux autres systèmes sont apparus au même moment. D'abord, Imelda, qui est devenue brièvement une tempête tropicale au moment de toucher terre au Texas, apportant de fortes précipitations durant plus de 48 heures. Puis Jerry apparu en mer à 1 540 km à l'est des Petites Antilles, et s'est intensifié le 19 septembre en ouragan, le 4e de la saison, avant de retomber au niveau de tempête tropicale dans un environnement défavorable au nord-est des Bahamas puis de se diriger vers les Bermudes tout en se dissipant. 

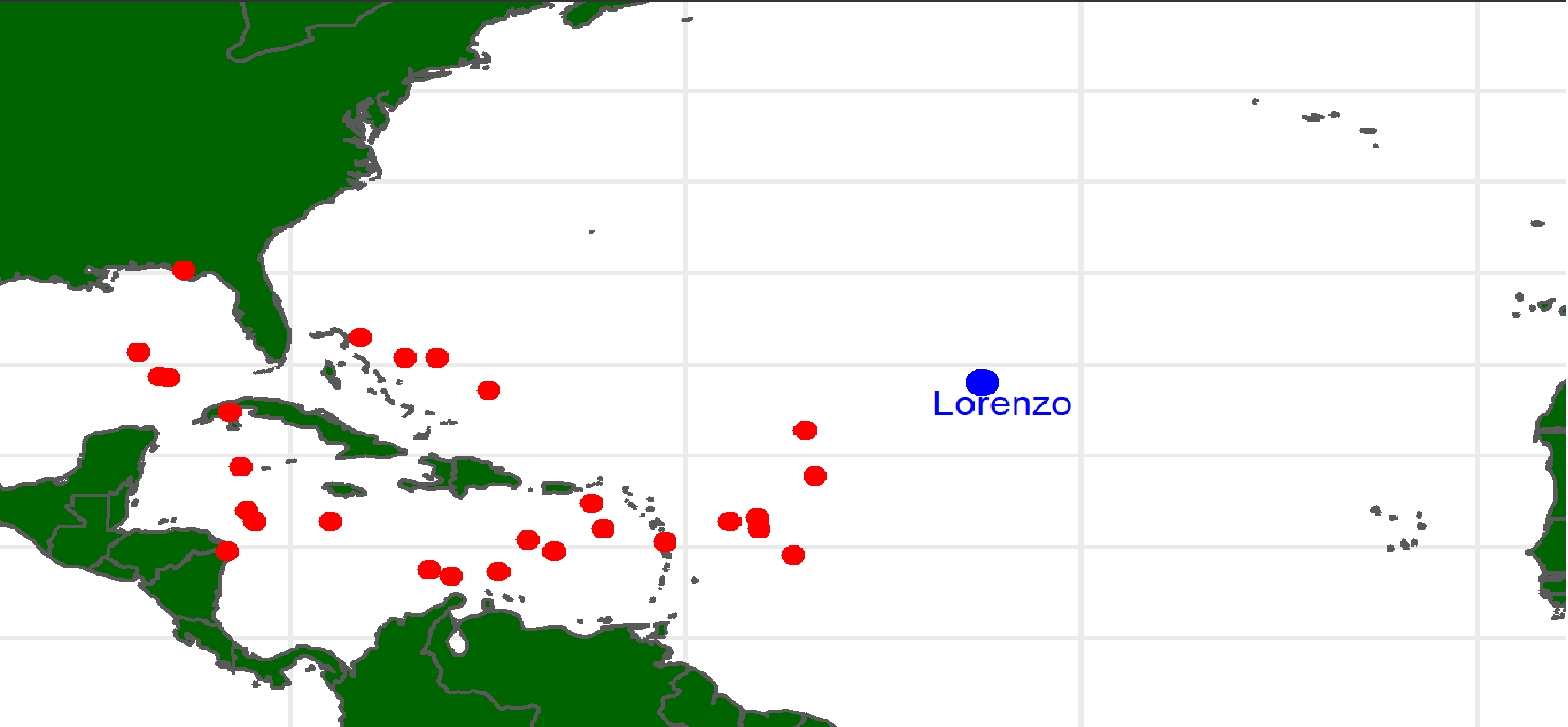
Position des ouragans de catégorie 5 depuis 1967 avec Lorenzo (point bleu) le plus au nord-est.

Le 22 septembre, une nouvelle tempête baptisée Karen, issue d'une onde tropicale sortant d'Afrique, dont la probabilité de développement a augmenté au fur et à mesure qu'elle se rapprochait des petites Antilles, est née au-dessus des îles du Vent. Elle stagna pendant plusieurs jours au niveau de faible tempête tropicale dans l'est de la mer des Caraïbes, et est même redescendue au stade de dépression tropicale pendant quelques heures, avant de passer à l'est des Bahamas et d'y dériver. Karen s'est dissipée le 27 septembre. 
Le 23 septembre, une onde tropicale suivie depuis quelques jours par le NHC est classée Dépression tropicale Treize, puis tempête tropicale Lorenzo, au sud du Cap-Vert. Le 25 septembre, cette dernière s'est transformée en ouragan de catégorie 1. Le 26 septembre, il est passé à la catégorie 3, puis 4, à 1 600 km à l'ouest de ces îles, devenant le troisième ouragan majeur de la saison. Il redescendit à la catégorie 3 le 28 septembre, mais dans la nuit du 29 septembre, il passa en 2 heures à la catégorie 5 avec des vents de 260 km/h et une pression minimale de 925 hPa. Lorenzo ne resta pas longtemps à cette intensité et retomba à la catégorie 2 le 30 septembre en se dirigeant vers les Açores qu'elle frappa à la catégorie 1 le 2 septembre. Par la suite, le système devint une tempête extra-tropicale qui a causé des dégâts mineurs et des pertes de courants dans les îles Britanniques les 3 et 4 octobre avant de se dissiper sur le continent.

### Octobre
Après plusieurs jours d'accalmie, le NHC a recommencé à suivre à partir du 8 octobre trois perturbations. Deux d'entre elles n'ont rien donné mais la troisième s'est finalement organisée le 11 octobre à 15 h UTC en tempête subtropicale nommée Melissa, soit un hybride entre un système frontal et tropical, au large de Nantucket dans le Massachusetts avec des vents soutenus de 100 km/h. En fin de journée le 12 octobre, le système devint une tempête tropicale qui se dirigeait vers l'est. Melissa rencontra ensuite des conditions de plus en plus défavorables pour devenir extra-tropicale en mi-journée le 14 octobre et se dissiper ensuite. Une autre dépression, Quinze, s'est formée le même jour au large de la côte africaine mais s'est dissipée deux jours plus tard après frôlé les îles du Cap-Vert.
Une onde tropicale suivie depuis le 12 octobre sur l'Amérique centrale a émergé dans la baie de Campêche le 17 octobre et fut déclarée un cyclone tropical potentiel par la NHC. Ce n'est qu'en mi-journée le lendemain qu'elle devint officiellement la tempête tropicale Nestor se dirigeant vers le panhandle de Floride. Prise dans une circulation en altitude est elle rapidement devenue extra-tropicale le 19 octobre en mi-journée, avant que son centre touche le nord de la Floride. Elle ne fit que des dégâts mineurs.
Coup sur coup le 25 octobre, deux tempêtes tropicales se sont formées. La première, Olga, est apparue dans le nord du golfe du Mexique le matin mais devint post-tropicale dès la soirée. La seconde, Pablo, s'est formée au sud-ouest de Açores et est passée près des îles les plus à l'est tard le 26 octobre avant de devenir un ouragan de catégorie 1, sur des eaux pourtant froides, 18 heures plus tard. Passant ensuite sur des eaux de plus en plus froides, le système est redescendu à tempête tropicale tôt le 28 octobre et il est devenu post-tropical en dissipation en après-midi.

### Fin de la saison
Le 30 octobre, la tempête subtropicale Rebekah s'est développée au milieu de l'Atlantique nord mais s'est dissipée moins de 48 heures plus tard. Ce n'est que près de trois semaines plus tard, le 20 novembre, que la tempête tropicale Sebastien est apparue bien au large des Petites Antilles. Elle a fait un crochet bien aux nord-est de ces îles pour finalement se diriger vers les Açores. Sebastien est devenu extra-tropicale après avoir frôlé l'archipel par l'ouest dans la nuit du 24 au 25 novembre. Le NHC a eu bien des problèmes à prévoir son développement et sa trajectoire car elle a toujours été influencée par un fort cisaillement qui aurait dû normalement la dissiper.

## Cyclones tropicaux

### Tempête subtropicaleAndrea
Précoce pour la saison, une zone orageuse qui avait été repérée le 19 mai est devenu la tempête subtropicale Andrea le 20 mai 2019 en fin de journée dans le bassin nord-atlantique à 540 km au sud-ouest des Bermudes. Le NHC a émis son premier bulletin à 18 h 30 (heure locale) (22 h 30 UTC). Se dirigeant vers le nord à environ 15 km/h, elle est était déjà en voie de dissipation 24 heures plus tard, passant entre la côte sud-est des États-Unis et les Bermudes. Le NHC l'a déclarée dépression résiduelle à 17 h 0 locale (21 h 0 UTC) le 21 mai et elle devait être absorbée par un système frontal par la suite. Aucun effet significatif rapporté.

### OuraganBarry
Le 6 juillet, le NHC a commencé à surveiller un creux barométrique quittant le Midwest pour traverser la vallée du Tennessee et se déplaçant vers le sud en direction du golfe du Mexique où il serait en mesure de rencontrer des conditions favorables au développement d'un cyclone tropical. Le 9 juillet, peu avant l'entrée du système dans le golfe, le creux est devenu une large dépression n'ayant pas encore de centre de circulation bien défini.
Cependant, dès le 10 juillet 2019, le NHC repéra une zone orageuse mieux organisée qui deviendra la tempête tropicale Barry durant la matinée du 11 juillet 2019 au nord du golfe. Celle-ci se dirigea à une vitesse très lente de 7 km/h vers l'ouest. Il affecta  donc longuement la côte américaine du golfe et atteignit la catégorie 1 des ouragans à 15 h 0 UTC le 13 juillet.
Trois heures plus tard, le cisaillement du vent a commencé à augmenter, entraînant un affaiblissement du système. À cette époque, Barry atteignit Intracoastal City, en Louisiane, avant de s'affaiblir pour devenir une tempête tropicale en entrant dans les terres. Barry est redescendu à une dépression tropicale à 21 h 0 UTC le 14 juillet. Le 15 juillet, à 21 h 0 UTC, le système est devenu une dépression post-tropicale au nord de l'Arkansas et le NHC a passé la main au Weather Prediction Center pour le suivre. Ces restes furent absorbés le 19 juillet par une dépression frontale près de New York.
L’inquiétude fut grande en Louisiane, où l’état d’urgence est décrété dans le bulletin du service météorologique pour La Nouvelle-Orléans, l’embouchure du Mississippi et toute la côte atlantique à 23 h (heure locale) le 11 juillet, ceux-ci se souvenant du terrible ouragan Katrina de 2005. Barry causa d'importants dégâts à la Nouvelle Orléans, Lafayette, Lake Charles et Baton Rouge. À Panama City Beach en Floride, un homme de 67 ans s'est noyé après avoir été happé par le courant d'arrachement.

### Dépression tropicaleTrois
Tôt le 21 juillet, le NHC a commencé à suivre une onde tropicale à environ 500 km à l'est des Bahamas. Même si les conditions étaient loin d'être favorables, le système est devenu la dépression tropicale Trois le 22 juillet à 195 km au sud-est de West Palm Beach, Floride. Cependant, dès le 23 juillet à 15 h UTC, le NHC l'a déclaré en dissipation et a cessé ses bulletins. En effet, les données de stations météorologiques et celles d'un avion de reconnaissance, ont montré que le système était devenu un creux barométrique ouvert au large de la Floride, prêt à être absorbé par un front provenant du continent.
Ce faible système n'a donné que des pluies modérés et des vents forts dans les Bahamas et la côte sud-est de la Floride.

### Tempête tropicaleChantal
Tard le 16 août, le NHC a commencé à surveiller un creux barométrique de surface situé au nord-est de la Floride afin de détecter le développement d'un cyclone tropical. Un petit système dépressionnaire s'est développé en association avec le creux lors de son déplacement vers le nord-est le long de la côte est des États-Unis, bien que sa proximité avec la côte ait empêché tout développement important à cette époque.
Bien que les conditions environnementales ne furent pas favorables à un développement significatif, l'activité orageuse associée au système s'est mieux organisée le 20 août et la circulation s'est mieux définie. Tard le soir du 20 août (3 h UTC le 21 août), la tempête tropicale Chantal s'est ainsi formée à 780 km au sud-est d'Halifax (Nouvelle-Écosse) et se dirigea vers l'est.
Vingt-quatre heures après sa formation, Chantal fut rétrogradée au niveau de dépression tropicale à 935 km au sud-sud-est de Cap Race, Terre-Neuve, alors que le système commençait à incurver sa trajectoire vers l'est-sud-est et à entrer dans une zone défavorable à sa survie.
À 3 h UTC le 24 août, le NHC a émis son dernier bulletin alors que Chantal est devenu un cyclone post-tropical à 1 265 km à l'ouest des Açores. La convection avait alors complètement disparu autour du système qui était entré dans une boucle dans le sens horaire autour de ce point. Il devait se dissiper au cours des jours suivants et aucun impact ne fut associé à Chantal.

### OuraganDorian
Une onde tropicale est sortie de la côte africaine vers le 19 août. Le 23 août, elle a formé un système dépressionnaire dans l’océan Atlantique entre les îles du Cap-Vert et les Petites Antilles Il s’est rapidement organisé et vers midi le lendemain le NHC l'a classé dépression tropicale Cinq à 1 300 kilomètres à l'est-sud-est de la Barbade.
À 21 h UTC le 24 août, le National Hurricane Center reclassait la dépression tropicale en tempête tropicale baptisée Dorian. Elle était située à 1 165 km à l'est de la Barbade et se déplaçait vers l'est. Dorian est passée près de la Barbade vers 3 h UTC le 27 août et une rafale à 89 km/h fut rapportée. Au matin, elle est passée entre Sainte-Lucie et Saint-Vincent et les Grenadines, les veilles ou alertes alors furent étendues vers Porto Rico et la République dominicaine.
À 18 h UTC le 28 août, le NHC rehaussa le système au niveau d'ouragan alors qu'il passait sur Saint-Thomas (îles Vierges des États-Unis). À 3 h UTC le 30 août, le NHC rehaussa à nouveau l'ouragan à la catégorie 2 de l'échelle de Saffir-Simpson avec des vents de 165 km/h alors qu'il était à 470 km à l'est-nord-est de  îles les plus au sud des Bahamas. Le 30 août à 19 UTC le système tropical passait à la catégorie 3, ce qui fit de Dorian le premier ouragan majeur de la saison 2019. À 0 h 30 UTC le 31 août, ce fut rehaussé à la catégorie 4 à la suite du rapport d'un avion chasseur d'ouragans qui mesura des vents de 215 km/h.
Le 1er septembre à 12 h UTC, l'ouragan atteignit finalement la catégorie 5 à 55 km à l'est de Great Abaco. Il se déplaçait seulement à 13 km/h et ses effets s'étendaient sur tout le nord des Bahamas. À 18 h UTC, l'ouragan a atteint sa force maximale en touchant l'île d'Abaco alors que ses vents étaient de 295 km/h, sa pression de 910 hPa et sa vitesse toujours en ralentissement à 11 km/h. Avec des vents approchant les 300 km/h, l'ouragan Dorian est devenu le deuxième ouragan le plus puissant de l'histoire l'océan Atlantique après Allen en 1980, dépassant Irma en 2017, et Katrina en 2005. Il est resté plus de 24 heures à la catégorie 5 puis s'est affaibli graduellement tout en faisant du surplace sur le nord des Bahamas, y causant une large dévastation et de nombreux morts.
Après avoir quitté les Bahamas, Dorian a remonté lentement au large de la Floride puis des Carolines. Il a quitté le cap Hatteras le 6 septembre au matin à la catégorie 1 en direction des provinces de l'Atlantique du Canada. Le 7 septembre, il commença à interagir avec un système frontal et atteignit la Nouvelle-Écosse en fin d'après-midi. Le NHC le rehaussa à la catégorie 2 à 16 h UTC, puis le déclara cyclone post-tropical à 21 h UTC mais restant à la même intensité. Cette dépression frontale traversa ensuite les provinces de l'Atlantique du Canada causant de lourds dégâts. L'ex-Dorian s'est ensuite dirigée vers l'Atlantique Nord, passant au sud du Groenland.
Le 27 novembre 2019, le bilan provisoire passait à 70 morts aux Bahamas, 1 à Porto Rico et 9 morts indirects aux États-Unis.

### Tempête tropicaleErin
Le NHC a commencé à suivre une zone orageuse désorganisée juste à l'est des Bahamas le 21 août, lui donnant une faible probabilité de développement. Le 23 août, le système atteignit la pointe sud-est de la Floride et la probabilité devint importante. Le 25 au matin, c'était devenu un creux barométrique au large de la Floride et de la côte de la Géorgie.
Le 26 août à 21 h UTC, le NHC reclassa le système en dépression tropicale Six à 480 km au sud-est du Cap Hatteras, Caroline du Nord. Celle-ci fit presque du surplace les deux jours suivants mais est devenu la tempête tropicale Erin à 3 h UTC le 28 août. Cet intensité n'a pas duré longtemps car à 15 h UTC le NHC rétrograda le système à dépression tropicale qui commençait finalement à accélérer vers le nord-nord-ouest à 20 km/h.
Le 29 août, Erin est entré sur des eaux plus fraîches et fut capturée par un système frontal arrivant du continent. Elle est donc devenue un cyclone post-tropical à 365 km à l'est du Cap Hatteras, Caroline du Nord, et à 9 h UTC le NHC a émis son dernier bulletin. La dépression des latitudes moyennes résultante s'est dirigée vers les provinces maritimes du Canada, où elle a donné une bonne quantité de pluie, avant de sortir sur l'Atlantique nord au large du Labrador.
En Nouvelle-Écosse, les précipitations avec les restes d’Erin ont été plus abondantes que pour l'ensemble des mois de juillet et d'août combinés avant la tempête. Selon le Service météorologique du Canada (SMC), la vallée d'Annapolis et la région de la baie de Fundy ont reçu le plus de précipitations avec un maximum de 162 mm à Parrsboro et 127 mm à Greenwood. Ailleurs, il est tombé 53 mm à Halifax, 79 mm à Yarmouth et au plus fort des précipitations, plusieurs stations signalèrent des taux de précipitations supérieurs à 30 mm par heure, entraînant une augmentation du ruissellement, causant des inondations et emportant certaines portions de routes,.
Du côté du Nouveau-Brunswick, la pluie affecta le sud de la province avec des maximums aux stations du SMC de 56 mm à Fredericton, 50 mm à Moncton et 44 mm à Saint-Jean . À l'Île-du-Prince-Édouard, les accumulations furent de 30 à 60 mm aux stations du SMC,  avec un maximum de 66 mm à Summerside. Des stations de volontaires ont rapporté jusqu'à 111 mm à Jolicœur/Sackville au Nouveau-Brunswick et jusqu'à 95 mm à Borden-Carleton sur l'Île-du-Prince-Édouard, dans le même axe que les maximums en Nouvelle-Écosse. Au Québec, les régions près du golfe Saint-Laurent ont aussi reçu autour de 50 mm de pluie.

### Tempête tropicaleFernand
Une vaste zone de basse pression fut remarquée le 31 août dans le sud du golfe du Mexique pour le développement potentiel d'un cyclone tropical. Le système s'est progressivement développé en se déplaçant lentement vers l'ouest. Le 2 septembre, les images satellites ont montré que la circulation en surface était mieux définie et que le système était plus concentré. Tôt le 3 septembre, la perturbation a été désignée par le NHC comme cyclone tropical potentiel Sept, avec 100% de chances de devenir une dépression tropicale incessamment
. Il est devenu officiellement une dépression tropicale dès 15 h UTC à 295 km à l'est de La Pesca (Tamaulipas) au Mexique. Deux heures plus tard, le NHC la reclassait en tempête tropicale Fernand.
À 18 h UTC le 4 septembre, Fernand toucha la côte mexicaine au nord de La Pesca avec des vents soutenus de 65 km/h et en se dirigeant vers l'ouest-nord-ouest sur un relief très marqué. Quelques heures plus tard, le système fut rétrogradé à dépression tropicale et en fin de soirée s'est dissipé à 200 km au sud du Texas.
La menace principale de Fernand et de ses restes provenait des quantités importantes de pluie qui pouvaient causer des inondations et des glissements de terrain selon le NHC. Elles ont provoqué la disparition d'un homme à Monterrey et l'évacuation de certaines zones près de cours d'eau en crue. Le total des dommages à Nuevo León furent estimés à 213 millions $US. À certains endroits, l'équivalent de six mois de pluie sont tombés en six heures, causant des glissements de terrain près de la capitale de l'État, Monterrey, inondant des maisons et des routes, emportant des ponts et endommageant au moins 400 écoles. Le 7 septembre, le gouverneur a déclaré l'état d'urgence pour demander des fonds publics pour faire face aux dégâts. Dans l'État de Tamaulipas, il est tombé 300 mm pluie en 48 heures, entraînant certaines inondations côtières,.
Aux États-Unis, les bandes de pluie extérieures de la tempête sont passées dans certaines zones du sud du Texas frappées par la sécheresse. Des précipitations totales de 30 mm ou plus furent signalées à plusieurs endroits dans l'État, avec un maximum de 94 mm à Port Isabel. Les accès à des plages du comté de Cameron et de Boca Chica furent temporairement fermés le 3 septembre en raison des fortes marées et du risque de courants de retour provoqués par la tempête.

### Tempête tropicaleGabrielle
Le 30 août, le NHC a commencé à surveiller une onde tropicale se déplaçant vers l’ouest depuis la côte africaine. Au cours des jours suivants, la perturbation s'est organisée lentement et le système est devenu la huitième dépression tropicale de la saison tard le 3 septembre à 940 km à l'ouest-sud-ouest du Cap-Vert. Le lendemain matin, le système devenait la tempête tropicale Gabrielle se dirigeant vers le nord-ouest à 15 km/h.
Durant la nuit du 5 au 6 septembre, Gabrielle a temporairement perdue toute convection et le NHC l'avait déclarée post-tropicale mais au matin, elle est redevenue une tempête tropicale à 1 615 km au sud-ouest des Açores. Le 8 septembre en soirée, la tempête a commencé à courber vers le nord puis le nord-est alors qu'elle était à 2 015 km à l'ouest des Açores.
Le 10 septembre au matin, la tempête était à 1 260 km à l'ouest-nord-ouest des Açores et sa transition extra-tropicale était bien engagée. La convection profonde était confinée à une zone proche et au nord du centre, alors qu'une zone barocline était en train d'approcher depuis l'ouest. La tempête est ensuite devenue une dépression des latitudes moyennes et le NHC a émis son dernier bulletin à 15 h UTC, mentionnant que le système se dirigeait vers le nord des îles Britanniques tout en se comblant.

### OuraganHumberto
Formé au sud-est d'Hispaniola le 9 septembre, le système est devenu la tempête tropicale Humberto le 14 septembre au large des Bahamas. Elle est passée à 45 km à l'est de Great Abaco avec la plus grande partie de ses pluies tombant à l'est et au nord de sa trajectoire.
À 3 h UTC le 16 septembre (tard le soir du 15 local), le NHC a rehaussé le système au niveau d'ouragan de catégorie 1 alors qu'il était à environ 400 km au nord des Bahamas et 1 260 km à l'ouest de Bermudes. Sa trajectoire tournait également en direction de ce dernier archipel. À 21 h UTC, Humberto continuait de se renforcer avec des vents de 150 km/h et une pression de 972 hPa. Une veille de tempête tropicale fut lancée en soirée pour les Bermudes.
À 21 h UTC le 18 septembre, Humberto n'était plus qu'à 160 km à l'ouest-nord-ouest des Bermudes. Le 19 septembre à 0 h UTC, une station automatique à l'île Pearl a rapporté des vents soutenus de 161 km/h et des rafales à 198 km/h alors que l'ouragan était à 120 km au nord de l'archipel. Trois heures plus tard, Humberto était à 205 km au nord-est des Bermudes et s'éloignait à 37 km/h vers le nord-est tout en montrant des signes d'un début de transition extratropicale.
Le 20 septembre à 3 h UTC, le système est devenu un cyclone post-tropical à 845 km au sud-sud-ouest de Cap Race, Terre-Neuve, mais dont les vents soutenus étaient encore de 155 km/h (équivalent d'un ouragan de catégorie 2). La tempête des latitudes moyennes restante s'est affaiblie graduellement en se dirigeant au sud-est de Terre-Neuve puis vers l'Europe.
Humberto a causé que des effets mineurs sur le nord des Bermudes,. Il a plongé dans le noir et causé des dégâts plus importants par le vent aux Bermudes le 18 septembre mais aucun décès. Sa houle cyclonique et ses vents ont également affecté les Grands Bancs de Terre-Neuve ainsi que les côtes des États-Unis, générant des courants d'arrachement le long des plages. Un homme s'est ainsi noyé à Topsail Beach (Caroline du Nord).

### Tempête tropicaleImelda
Le 14 septembre, une large zone d’averses et d’orages s'est formée sur l’est du golfe du Mexique. Le 17 septembre en mi-journée, le NHC a considéré que le système était assez bien organisé pour le déclarer dépression tropicale Onze à 25 km au sud-sud-ouest de Freeport (Texas). Moins d'une heure plus tard, le NHC rehaussa le système à tempête tropicale, nommée Imelda, alors que son centre touchait la côte juste au sud de Freeport et qu'une station météorologique rapportait des vents soutenus de 65 km/h.
Après être entré dans les terres, le système s'est dirigé lentement vers le nord et a déversé des quantités de pluies s'approchant de celles laissées par l'ouragan Harvey en 2017 tout en se comblant lentement au cours des 48 heures suivantes. Les inondations dans certaines parties des villes de Galveston et de Beaumont ont nécessité de nombreux sauvetage le 19 septembre et causé des dégât importants. Imelda a fait au moins 5 morts.

### OuraganJerry
Le 14 septembre, le NHC a commencé à surveiller une onde tropicale. Elle s’est devenue la dépression tropicale Dix le 17 septembre à 15 h UTC 
à 1 870 km à l'est des Petites Antilles tout se déplaçant en direction ouest-nord-ouest à une vitesse de 19 km/h. Le 18 à 9 h UTC, la dépression tropicale Dix a évolué en tempête tropicale, nommée Jerry, à 1 545 km à l'est dans Petites Antilles. À 21 h UTC, les gouvernements français et néerlandais ont émis une veille de tempête tropicale pour Saint-Martin/St. Martin, Saint-Barthélémy, Saba and Saint-Eustache alors que Jerry était à 1 230 km de ces îles.
Le 19 à minuit UTC, les gouvernements d'Anguilla et Antigua-et-Barbuda ont eux aussi émis un avis de veille à la tempête. Neuf heures plus tard, Jerry était presque un ouragan puisque ses vents sur 1 minute étaient de 110 km/h avec une pression minimale de 995 hPa. À 15 h UTC, les chasseurs d'ouragan de la NOAA, ont relevé que Jerry s'était intensifié en ouragan avec des vents de 120 km/h et une pression de 988 hPa.
Jerry a atteint la catégorie 2 le 20 septembre à 3 h UTC avec des vents de 165 km/h et une pression de 976 hPa à 625 km des îles du nord des Petites Antilles. Cependant, se trouvant dans une zone de cisaillement des vents en altitude, il est retombé à la catégorie 1 dès la mi-journée selon les données de reconnaissance aérienne. Les vents maximums soutenus n'était plus que de 140 km/h alors que l'ouragan était à 205 km au nord-est de Barbuda.
Durant la nuit du 20 au 21 septembre, Jerry était retombé au niveau de tempête tropicale à 385 km au nord de San Juan, Porto Rico après être passé au large des Petites Antilles. Du 21 au 23 septembre, la tempête poursuivit sa progression lente et sans changement d'intensité vers le nord-nord-ouest dans un environnement de modérément à fortement cisaillé. Le 24 septembre, la trajectoire commença à tourner vers le nord puis le nord-est.
Le 25 septembre à 9 h UTC, le NHC reclassa Jerry en post-tempête tropicale à 300 km à l'ouest des Bermudes alors que le système avait perdu toute convection profonde depuis plus de 12 heures tout en gardant quand même des vents soutenus de 75 km/h. Le système a ensuite graduellement perdu en intensité et l'avertissement, qui avait été lancé deux jours plus tôt par les autorités des Bermudes, fut annulé en même temps que le NHC cessait de suivre le système. La faible dépression restante est passée sur les Bermudes durant la soirée du 25 et s'est dissipée au large quelques jours plus tard, ne causant aucun problème.

### Tempête tropicaleKaren
Le 17 septembre, le NHC a commencé à surveiller une onde tropicale sortant de l'Afrique et du Cap-Vert. Au fur et à mesure qu'elle se rapprochait des Petites Antilles, la probabilité de développement augmentait et le 22 septembre au matin, le NHC la déclarait comme tempête tropicale Karen. Tout de suite après, des avis d'alertes à la tempête tropicale ont été lancés par les gouvernements de Trinité-et-Tobago, de la Grenade et de ses îles et de Saint-Vincent-et-les-Grenadines. A 15 h UTC, Karen restait à la même intensité et son déplacement était de 20 km/h vers l'ouest-nord-ouest, passant dans la mer des Caraïbes entre Saint-Vincent-et-les-Grenadines et la Grenade. Les gouvernements d'Antigua-et-Barbuda, des îles Vierges des États-Unis et Britanniques, de Porto Rico et des îles environnantes se joignaient alors à l'avertissement cyclonique.
Karen a provoqué des inondations à Tobago, piégeant certaines personnes dans leurs maisons, déracinant des arbres et provoquant des pannes de courant. Plusieurs routes furent bloquées en raison de glissements de terrain et d'arbres abattus. Sept bateaux à Plymouth ont aussi coulé après la rupture d’une jetée. Au Venezuela, la pluie de Karen a provoqué des inondations et des pannes de courant à Caracas et à La Guaira. 
Le 23 septembre en après-midi, Karen remontait assez lentement l'est de la mer des Caraïbes à 465 km au sud-sud-ouest de Sainte-Croix (îles Vierges des États-Unis), tout en étant assez mal organisée, quand elle fut rétrogradée à dépression tropicale. La nuit suivante, elle est redevenue une tempête tropicale en s'approchant de Porto Rico et des îles Vierges, y donnant de la pluie forte.
Vers 0 h UTC le 25 septembre, le centre mal défini de Karen est passé sur les îles Vieques et Culebra de Porto Rico pendant que plus à l'est, des rafales à 69 km/h soufflaient sur Saint-Thomas (îles Vierges des États-Unis). Au matin, la tempête était déjà bien au nord-nord-est de Porto Rico et tous les avertissements furent annulés. La pluie a causé des inondations et des glissements de terrain sur certaines régions du sud-est de Porto Rico et les îles Vierges qui ont reçu plus de 125 mm,. Jusqu'à 29 000 foyers furent temporairement privés de courant électrique à Porto-Rico.
Karen erra ensuite au-dessus de l'océan, à mi-chemin entre les Bermudes et Porto Rico, faisant face à des conditions extrêmement défavorables. En mi-journée le 27 septembre, le NHC déclassa le système très allongé au niveau de dépression tropicale à 630 km au sud-est des Bermudes. En fin de journée (21 h UTC), Karen est devenu un creux barométrique extra-tropical qui devait se dissiper rapidement et le NHC a émis son dernier bulletin.

### OuraganLorenzo
Le 20 septembre, le NHC a commencé à suivre une onde tropicale située sur le Sierra Leone. Le 23 septembre à 3 h UTC, le NHC l'a déclarée comme dépression tropicale à 585 km au sud du Cap-Vert. Elle s'est ensuite intensifié en la tempête tropicale Lorenzo le même jour. Le 25 septembre à 9 h UTC, Lorenzo est devenu un ouragan avec des vents de 130 km/h, et une pression minimale de 988 hPa à 1 030 km à l'ouest de îles du Cap-Vert tout en continuant de s'intensifier. 
Le 26 septembre, l'ouragan est passé à la catégorie 3, le troisième ouragan majeur de la saison, à 1 600 km à l'ouest du Cap-Vert, puis à la catégorie 4,. Lorenzo s'est ensuite affaibli tard le 27 septembre mais reprit de la vigueur ensuite pour atteindre la catégorie 5 le 29 à 2 h 10 UTC avec des vents de 260 km/h et une pression minimale de 925 hPa alors qu'il était à 2 270 km au sud-ouest des Açores. Lorenzo devint ainsi l'ouragan ayant atteint la catégorie 5 le plus au nord-est dans l'océan Atlantique.
L'ouragan ne maintint pas cette intensité très longtemps et à 21 h UTC le 29 septembre, il était revenu à la catégorie 3. Puis tomba à la catégorie 2 durant la nuit suivante tout en commençant à accélérer vers le nord-nord-est en direction des Açores. Durant la nuit du 1er au 2 octobre, le centre Lorenzo est passé sur les îles de l'ouest des Açores, à la catégorie 1 tôt le 2 octobre. À 15 h UTC le même jour, le bulletin final du NHC reclassa la tempête en cyclone extra-tropical à 1 525 km de Cork en Irlande avec des vents soufflant encore à 130 km/h. Par la suite, la tempête post-tropicale affecta les îles Britanniques les 3 et 4 octobre.
Le 27 septembre, le remorqueur battant pavillon luxembourgeois Bourbon Rhode émit un signal de détresse alors qu'il était à 111 km de l’œil de Lorenzo. Plusieurs navires et un avion chasseur d'ouragans de la NOAA, détourné de son étude de la tempête, se sont mis à sa recherche et de ses 14 membres d'équipage. Le naufrage fut confirmé le lendemain alors que 3 survivants furent repêchés. Au 5 octobre, on rapportait 4 noyés et 7 marins manquants mais au 16 décembre, les manquants furent déclarés décédés dans le rapport du National Hurricane Center. Lorenzo fit également des dégâts aux Açores, surtout sur les îles du centre et de l'ouest, comme ouragan de catégorie 1, et dans les îles Britanniques comme tempête post-tropicale.

### Tempête tropicaleMelissa
Le 5 octobre, le NHC a commencé à surveiller une zone orageuse se dirigeant vers un système dépressionnaire frontal au large de la côte du Mid-Atlantic des États-Unis. Le 11 octobre à 15 h UTC, le NHC l'a reclassée en tempête subtropicale, malgré une faible probabilité de développement, à 300 km au sud de Nantucket dans le Massachusetts avec des vents de 100 km/h, une pression centrale de 995 hPa et se déplaçant en direction du sud-sud-ouest à une vitesse de 6 km/h. En effet, le centre de rotation des restes de la tempête côtière frontale en occlusion s'est mis à développer de la convection profonde et les images du satellite météorologique montrèrent brièvement une caractéristique semblable à un œil avant que les bandes orageuses ne faiblissent et ne persistent que dans le quadrant nord du système.
Par la suite, Melissa s'est tourné vers le large en suivant le tracé du Gulf Stream, sa source d'énergie, tout en faiblissant graduellement. Le 12 octobre à 21 h UTC, le NHC mentionna que Melissa avait fait une transition tropicale à 500 km au sud-est de Nanktuket selon son apparence sur les images satellitaires et la structure de vent tirée des données de leur diffusomètre.
Continuant vers l'est, la tempête fit face à un cisaillement des vents en altitude de plus en plus fort et à des eaux en surface de plus en plus fraîches. Melissa a donc graduellement perdu sa zone convective et son intensité. À 15 h UTC le 14 octobre, le NHC a annoncé que le système était devenu post-tropical à 650 km au sud-sud-est de Cap Race, Terre-Neuve, et qu'il serait absorbé par un creux frontal au cours des jours suivants. Le NHC émit donc son dernier bulletin à propos du système.
La surcote associée avec la tempête frontale côtière antérieure et le cyclone subtropical ont causé des inondations côtières locales dans le Maryland, le Delaware et le New Jersey. Cela a amené la fermeture de rues à Crisfield, Salisbury, Bethany Beach, Long Beach Island et Atlantic City, en plus de causer l'érosion des plages,,,.

### Dépression tropicaleQuinze
Le vendredi 11 octobre, le NHC a commencé à surveiller une onde tropicale qui devait émerger de la côte africaine au début de la semaine suivante. Le 14 octobre, le très large système dépressionnaire est devenu suffisamment organisé pour être reclassé dépression tropicale Quinze à 515 km au sud-est des îles du Cap-Vert. S'étant formé à 20,2° W, il s'agit de la formation la plus à l'est d'une dépression tropicale si tard en saison dans les annales, le record précédent étant de 26° W.
En après-midi du 15 octobre, le centre de la dépression est passé près de l'île Sal des îles du Cap-Vert. L'organisation de la dépression se détériorait en même temps et le 16 octobre à 9 h UTC, le NHC a émis son dernier bulletin, mentionnant que Quinze se dégradait dans un creux barométrique à 145 km au nord de l'archipel. Aucun effet significatif de ses pluies sur les îles du Cap-Vert n'est connu.

### Tempête tropicaleNestor
Une zone de basse pression sur la mer des Caraïbes occidentales le 12 octobre s'est déplacée vers le golfe du Mexique où elle a commencé à s'organiser légèrement pour devenir le cyclone tropical potentiel Seize le 17 octobre. Des veilles furent émises pour le Sud-Est des États-Unis à son approche. Elle fut finalement désignée tempête tropicale Nestor près du panhandle de Floride le 18 octobre mais s’est rapidement transformée en un cyclone extratropical avant de toucher la côte le 19 octobre. Après être entrée dans les terres, cette dépression a traversé la Géorgie et est ressortie sur l'Atlantique près de la Caroline du nord avant d'être absorbée dans la circulation des latitudes moyennes. 
Bien que Nestor n'ai vécu que peu de temps et fut désorganisée, elle a généré de fortes pluies et causé une éruption de tornades dans le sud-est des États-Unis à la mi-octobre 2019. Les dégâts totaux causés par Nestor furent estimées par les assureurs américains à 150 millions $US.
Aucun blessé ou décès ne furent rapportés avec la tempête tropical. Cependant, les fortes pluies de l'ex-Nestor ont provoqué un accident de voiture en Caroline du Sud qui a fait trois morts et cinq blessés.

### Tempête tropicaleOlga
Une zone d'averses et orages sur la péninsule du Yucatán et le Belize, associés à une onde tropicale, s'est formée le 22 octobre et devait selon le NHC se déplacer ouest-nord-ouest pour émerger le 24 dans la baie de Campêche avec une faible probabilité d'y devenir un système tropical organisé.
Tôt le matin du 25, l’imagerie satellitaire indiquait qu'un système dépressionnaire sur l'ouest du golfe du Mexique était en train de se former en surface. À 15 h UTC, le NHC rehaussa le système en dépression tropicale Dix-Sept à 515 km au sud-ouest de Lake Charles, Louisiane. À 21 h UTC, le NHC reclassa le système en tempête tropicale Olga, surtout en raison de la distribution des vents vus par le diffusomètre du satellite météorologique et non à son allure sur les images visibles ou infra-rouges.
À 22 h local le 25 octobre (3 h UTC le 26), le NHC émit son dernier bulletin alors qu’Olga avait été rejoint par un front froid et était devenu un cyclone extra-tropical à 275 km au sud-est de Lake Charles.
Cette dépression des latitudes moyennes se dirigea vers la vallée du fleuve Mississippi puis les Grands Lacs. Elle laissera des quantités significatives de pluie le long de sa trajectoire et poussa une onde de tempête le long de la côte de la Louisiane et de l'Alabama. Dans cette phase extra-tropicale, les dégâts totaux causés par l'ex-Olga furent estimées par les assureurs américains à 100 millions $US et fit un mort

### OuraganPablo
Tôt le matin du 25 octobre, le NHC nota que le centre dépressionnaire laissé derrière une dépression des latitudes moyennes en occlusion montraient des signes de redéveloppement tropical ou subtropical.  À 21 h UTC, le NHC émit son premier bulletin concernant la formation de la tempête tropicale Pablo à partir de ce système située à 525 kilomètres ouest-sud-ouest des Açores, se déplaçant en direction de l'est-sud-est à une vitesse de 17 km/h. De façon assez exceptionnelle, cette tempête tropicale de très petit diamètre et la dépression extra-tropicale mère cohabitaient.
Le 26 octobre, Pablo a commencé à effectuer un virage vers l'est puis le nord-est en direction des Açores. En fin soirée, la tempête est passée près de l'île de Santa Maria, la plus à l'est de l'archipel, en direction du nord-est avec des vents soufflant à 100 km/h. Au matin du 27 octobre, Pablo était rendu à 640 km à l'est-nord-est de la base aérienne de Lajes (Açores), ses vents soufflant à 110 km/h et montrant un très petit œil à mi-troposphère. À 15 h UTC, il est même devenu un ouragan de catégorie 1, même s'il se trouvait au-dessus d'eaux à 20 °C, à 865 km au nord-est de Lajes avec rayon à l'intérieur duquel ses vents d'ouragan soufflaient n'était cependant que de 20 km. Pablo a établi un nouveau record pour l'ouragan s'étant développé le plus à l'est, à 18,3° O, brisant celui de l’ouragan Vince en 2005 de 18,9° W.
À 3 h UTC le 28 octobre, le système est retombé au niveau de tempête tropicale à 1 145 km de Lajes en effectuant un tournant vers nord au-dessus d'eaux de plus en plus froides tout en ralentissant son déplacement. À 15 h UTC, le NHC reclassa le système en cyclone post-tropical en dissipation qui serait absorbé dans les 24 à 36 heures suivantes par une importante dépression des latitudes moyennes sur l'Atlantique nord,.

### Tempête subtropicaleRebekah
Depuis le 28 octobre le centre d'une dépression frontale des latitudes moyennes, errant au milieu de l'Atlantique nord, était surveillé par le NHC. À 21 h UTC le 30 octobre, le centre émit son premier avis concernant la tempête subtropicale Rebekah, située à 1 195 km à l'ouest des Açores et se déplaçant à une vitesse de 20 km/h en direction de l'Est, car le système avait développé des bandes de nuages convectifs.
Le 31 à 15 h UTC, Rebekah était toujours encastré dans la dépression frontale et perdait graduellement de son organisation. À 3 h UTC le 1er novembre, Rebekah est passée à 485 km au nord-ouest des Açores tout en faiblissant, puis est devenue post-tropicale à 225 km au nord de Faial avant d'être absorbée dans une dépression frontale plus à l'est. Aucun effet ne fut signalé avec Rebekah.

### Tempête tropicaleSebastien
Le 16 novembre, le NHC a commencé à suivre une zone d'orages désorganisés au milieu de l'Atlantique tropical. Deux jours plus tard, la zone était rendue à environ 500 km à l'est des Petites Antilles et avaient une probabilité de 50 % de se développer en système tropical ou subtropical. Tôt le matin du 19 novembre, la probabilité était devenue 80 %. À 16 h UTC, le NHC a finalement déclaré le système une tempête tropicale nommée Sebastien alors qu'il était à 445 km au nord-est des Petites Antilles.
La tempête a d'abord effectué un déplacement vers le nord-ouest puis le nord dans un environnement où le cisaillement des vents limitait son intensification. Le 20 novembre en fin de soirée, Sebastien commença à tourner vers le nord-est vers une zone plus favorable où le NHC prévoyait une possible intensification au niveau d'ouragan. Vingt-heures plus tard, la tempête s'était légèrement intensifiée et se retrouvait à plus de 900 km au nord-est des Petites Antilles alors que son déplacement était en accélération.
Cependant, dès le 22 en mi-journée, Sebastien commençait à rencontrer des conditions de cisaillement des vents en altitude moins favorables ce qui ne permit pas un développement beaucoup plus marqué. Le 24 novembre au matin, Sebastien était rendu à 1 175 km à l'ouest des Açores et montrait des signes de transition vers un système post-tropical. À 21 h UTC, le système passait à 495 km à l'ouest-nord-ouest du centre de l'archipel, mais près des îles les plus à l'ouest, y laissant de fortes pluies et causant une onde de tempête. Sa vitesse de déplacement était rendue de 63 km/h.
À 3 h UTC le 25 novembre, le NHC émis son dernier bulletin car Sebastien était devenu un cyclone extratropical à 370 km au nord-nord-ouest des Açores, se dirigeant vers les îles Britanniques. Les vents soutenus de cette dépression demeuraient de l'ordre de 90 km/h . Les médias britanniques mentionnaient que le Met Office avait émis une vigilance jaune pour le sud-ouest et le nord-est de l'Angleterre car ses pluies torrentielles s'ajouteraient à celles tombées quelques jours avant avec un autre système, ces dernières ayant causé des inondations. Selon Météo-France, les côtes atlantiques françaises subiraient également des rafales de 80 à 110 km/h et de fortes marées, c'est pourquoi des vigilances jaune à orange furent émises.

## Chronologie des événements
| D | T | 1 | 2 | 3 | 4 | 5 |